# Alexandre Chassang
Pour les articles homonymes, voir Chassang.
Alexandre Chassang, né le 22 novembre 1994 à Châtenay-Malabry dans les Hauts-de-Seine, est un joueur français de basket-ball.

## Biographie

### Formation
Il a commencé le basket-ball dans le club de Wissous.
Passé par le club d'Évry, il participe au championnat de France. Repéré au niveau régional, il intègre le Centre fédéral de basket-ball de l'Institut national du sport, de l'expertise et de la performance (INSEP) en 2010.

### Carrière professionnelle
Professionnellement, il fait partie des équipes de l'ASVEL Lyon-Villeurbanne (2012-2016), Hyères Toulon Var Basket (2016-2018) et le SLUC Nancy Basket (en Pro B, pour les playoffs 2017-2018), avant d'évoluer depuis 2018 au Jeanne d'Arc Dijon Basket. Dans ces trois équipes, il participe au championnat de France de basket-ball (Pro A / Jeep Élite).
En mai 2020, alors qu'il lui reste une saison en Bourgogne, il rempile pour une année supplémentaire ce qui le lie au club jusqu'en juin 2022. Il active cependant sa clause de sortie à l'issue de la saison 2020-2021 pour tenter une première expérience à l'étranger.
Le 14 août 2021, il s'engage avec le Yalovaspor Basketbol (en), tout juste promu en première division turque. Après six semaines en Turquie et une seule rencontre disputée, il décide de rejoindre pour la saison 2021-2022 la JL Bourg qui est à la recherche d'un pivot après le départ de Tyler Stone au début de la saison,.
Le 17 juillet 2023, il signe avec le Limoges CSP pour deux saisons,.
Alexandre Chassang ne cherche pas à prolonger à Limoges après son contrat malgré la volonté du CSP de le conserver. Il préfère chercher un club étranger,,.

### Carrière internationale
Il participe aux championnats d'Europe U16, U18 et U20.
Il a été remplaçant de l'équipe de France pour deux matchs de qualification pour la coupe du monde 2019 en février 2019, à la suite d'une blessure d'Alain Koffi. Sa première titularisation se fait contre la République tchèque. Il y a côtoyé Axel Julien en sélection, également coéquipier en club.

## Palmarès
- Champion de Pro A en 2016 avec l'ASVEL[1].
- Vainqueur de la Leaders Cup 2020 avec la JDA Dijon